# Jazra Khaleed
Jazra Khaleed (* 21. Mai 1979 in Grosny, Sowjetunion) ist ein griechischer Autor.

## Leben
Jazra Khaleed ist der Sohn einer Tschetschenin und eines Griechen. Seine Familie zog 1983 nach Athen, wo er ab 1985 die Schule besuchte. 1994 Umzug der Familie nach München, wo Khaleed an einer griechischen Schule 1997 den Schulabschluss machte. Zurück in Athen studierte er von 1997 bis 2001 Kommunikationswissenschaften. 2007 veröffentlichte Khaleed erste Gedichte. Es folgten zahlreiche Übertragungen von Gedichten und Essays aus dem Deutschen ins Griechische (u. a. von Ann Cotten, Elfriede Jelinek, Keston Sutherland). Seit 2012 Übersetzungen von Texten der Protagonisten des literarischen Untergrundes der DDR (u. a. Stefan Döring, Matthias Baader Holst, Johannes Jansen, Frank Lanzendörfer, Bert Papenfuß-Gorek). Seit 2010 regelmäßige Veröffentlichungen seiner Gedichte in internationalen Zeitschriften und Magazinen; in Deutschland u. a. in folgenden Publikationen: "Abwärts!", die horen, "DreckSack", "floppy myriapoda" sowie in der Anthologie "zwölf zeilen abwärts" und in der "Schock Edition".
Gerade dadurch, dass seine Wurzeln in einer anderen Kultur und Sprache liegen, bereichert er die griechische Poesieszene mit neuen Ideen und Rhythmen. Seine Lyrik ist eine Anklageschrift gegen die Ungerechtigkeiten im heutigen Griechenland. Khaleed thematisiert darin die Lebensumstände der Migranten aus Afrika und dem Nahen Osten. Er selbst versteht sich explizit als Fürsprecher dieser gesellschaftlichen Außenseiter. Khaleed ist Herausgeber des Literaturmagazins "Teflon". Dort unter anderem veröffentlicht er seine eigenen Gedichte, Übersetzungen und Aufsätze über die unterschiedlichsten Themen (u. a. über die Poesie der Aborigines und über Hip-Hop). Seine Gedichte erschienen auf Englisch in World Literature Today, der Modern Poetry in Translation und Words Without Borders. Im Internet kann man seine Texte auch auf Deutsch anhören.
Jazra Khaleed wurde beim Poesiefestival Athen 2010 als Entdeckung gefeiert. Seitdem Teilnahme an verschiedenen Poesiefestivals; 2014 gewann er den ersten Preis beim Berliner „SOUNDOUT! Festival for New Ways of Presenting Literature“.
In Deutschland erschien 2015 in der Edition POESIE SCHMECKT GUT der Band "Jazra Khaleed" in der Reihe "Versensporn" mit 26 Gedichten und einer Mini-DV mit dem mehrfach ausgezeichneten Kurzfilm "Die Ägäis oder Das Arschloch des Todes" (2014) von Eleni Gioti und Jazra Khaleed.
Jazra Khaleed lebt im Exarchia-Viertel in Athen.